# Koń huński
Koń huński – jego wygląd znany jest z rzymskiego podręcznika weterynarii pióra Flawiusza Wegecjusza Renatusa. Miał on kilka sztuk tych koni we własnej zagrodzie.
Koń huński zapewne nie różnił się zbytnio od koni Scytów i Xiongnu. Mógł być podobnie znakowany tamgami i wałaszowany z uwagi na swój temperament.
Miał niski wzrost w kłębie, kanciastą, raczej chudą i wydłużoną sylwetkę, szeroką klatkę piersiową, krzaczasty ogon i krótkie nogi (cienkie pęciny a grube uda). Grzbiet pozbawiony był mięsa. Wielka głowa o garbatym nosie, wąskiej żuchwie i długich oczach, osadzona była na sztywnej szyi, o długiej i opadającej grzywie. Ta ostatnia cecha przeczy teorii, że był to czysty koń Przewalskiego (ten ma grzywę krótką i sterczącą).
Charakteryzować się miał ponadto wielką odpornością na mróz, rany, zmienne warunki klimatyczne (nie potrzebował w ogóle stajni), oraz dużą cierpliwością i długością życia oraz według Flawiusza spał na leżąco.
Hunowie nie znali ostróg; do poganiania koni używali nahajek. Nie znaleziono w ich grobach strzemion, stąd wniosek, że ich nie używali, a jeśli już, to wykonane były one z materiałów nietrwałych (szmaty, rzemienie, drewno).
Siodło huńskie (znaleziono jego szczątki w grobie wojownika w Borodajewce), było zapewne drewnianą terlicą. Jego drewniane łęk zdobione były złotymi, srebrnymi lub brązowymi blaszkami na wzór łuski (bogato zdobiono też wędzidło). Łęk przedni był prosty, a tylny nachylony. Mogło zostać one zapożyczone przez Hunów od Sasanidów.